# 樫村愛子
樫村 愛子（かしむら あいこ、1958年 - ）は、日本の社会学者。愛知大学文学部人文社会学科教授。学位は、社会学修士（東京大学）。専門はラカン派精神分析理論による現代社会分析・文化分析（社会学・精神分析）。雑誌『現代思想』に論文を多数寄稿。夫は哲学者の樫村晴香。京都府生まれ。

## 略歴
- 1981年 京都府立大学文学部文学科卒[2]
- 1997年 東京大学大学院人文社会系研究科社会学専攻博士課程単位取得退学[2][4]
- 1999年 愛知大学文学部講師[2]
- 2001年 愛知大学文学部助教授[2]
- 2008年 愛知大学文学部教授[2][4]

## 著作
単著
- 『ラカン派社会学入門――現代社会の危機における臨床社会学』世織書房、1998年
- 『「心理学化する社会」の臨床社会学』世織書房、2003年
- 『ネオリベラリズムの精神分析――なぜ伝統や文化が求められるのか』光文社新書、2007年
- 『臨床社会学ならこう考える――生き延びるための理論と実践』青土社、2009年
- 『この社会で働くのはなぜ苦しいのか』作品社 、2019年

共著・その他
- 『岩波講座現代社会学 第3巻 他者・関係・コミュニケーション』岩波書店、1995年 井上俊ほか編集
- 『家・社会・女性――古代から中世へ』吉川弘文館、1997年 前近代女性史研究会編
- 『「日本」国家と女』青弓社、2000年 井桁碧編著
- 『臨床社会学のすすめ』有斐閣アルマ、2000年 大村英昭・野口裕二編
- 『社会学理論の〈可能性〉を読む』情況出版、2001年 情況出版編集部編
- 『グローバル化とアイデンティティ・クライシス』明石書店、2002年 宮永國子編著
- 『つながりの中の癒し――セラピ-文化の展開』専修大学出版局、2002年 田邉信太郎・島薗進編
- 『宗教と社会問題の〈あいだ〉――カルト問題を考える』青弓社、2002年 南山宗教文化研究所編
- 『社会学』建帛社、2003年 小林修一編著
- 『ネオリベ現代生活批判序説』新評論、2005年、増補版2008年 白石嘉治・大野英士編
- 『ジェンダーと社会理論』有斐閣、2006年 江原由美子・山崎敬一編
- 『グローバル化とパラドックス』世界思想社、2007年 宮永國子編
- 『近代化と寛容』風行社、2007年 村上陽一郎編
- 『心理学化する社会』河出文庫、2009年 斎藤環著
- 『現代人の社会学・入門――グローバル化時代の生活世界』有斐閣コンパクト、2010年 西原和久・油井清光編
- 『リスク化する日本社会――ウルリッヒ・ベックとの対話』岩波書店、2011年 ウルリッヒ・ベック・鈴木宗徳・伊藤美登里編
- 『歴史としての3･11』河出書房新社、2012年 河出書房新社編集部編
- 『現代社会学事典』弘文堂、2012年 大澤真幸・吉見俊哉・鷲田清一編集委員
- 『愛知の障害者運動――実践者たちが語る』現代書館、2015年 障害学研究会中部部会編
- 『岩波講座現代 第7巻 身体と親密圏の変容』岩波書店、2015年 大澤真幸・佐藤卓己・杉田敦・中島秀人・諸富徹編集委員

訳書
- 『フロイト&ラカン事典』P・コフマン編、佐々木孝次監訳、弘文堂、1997年
- 『現代フェミニズム思想辞典』ソニア・アンダマール、テリー・ロヴェル、キャロル・ウォルコウィッツ著、金子珠理、小松加代子共訳、明石書店、2000年
- 『フェミニズムと精神分析事典』エリザベス・ライト編、岡崎宏樹、樫村愛子、中野昌宏訳者代表、多賀出版、2002年